# Ennu
Ennu (Duits: Enno) is een plaats in de Estlandse gemeente Saaremaa, provincie Saaremaa. De plaats heeft de status van dorp (Estisch: küla).
Tot in oktober 2017 behoorde Ennu tot de gemeente Pihtla. In die maand ging Pihtla op in de fusiegemeente Saaremaa.

## Bevolking
Het dorp had 11 inwoners op 31 december 2011 en 19 inwoners op 31 december 2021.

## Ligging
Ennu ligt op het schiereiland Vätta aan de zuidkust van het eiland Saaremaa, samen met de plaatsen Suure-Rootsi (‘Groot-Zweden’) en Väike-Rootsi (‘Klein-Zweden’). Het schiereiland werd in de 15e en 16e eeuw door Zweden bewoond. Ook de naam Vätta is van Zweedse oorsprong.
Het dorp is bekend door zijn standerdmolen, de Ennu tuulik. De molen is gebouwd in 1924 en in 2013 gerestaureerd. Sindsdien doet hij dienst als vakantieverblijf en observatiepost voor vogels.

## Geschiedenis
Ennu werd voor het eerst genoemd in 1811 onder de naam Enno Töns als boerderij op het landgoed van Tahula, waar trouwens het hele schiereiland Vätta bij hoorde. Rond 1900 stond Ennu bekend als dorp.
In 1977 werden Ennu, Suure-Rootsi en Väike-Rootsi samengevoegd tot één dorp Vätta, In 1997 werden het weer drie afzonderlijke dorpen.